# Anolis luciae
Espèce
Synonymes
- Dactyloa luciae (Garman, 1887)
- Anolis trinitatis procuratoris Underwood, 1959

Anolis luciae est une espèce de sauriens de la famille des Dactyloidae.

## Répartition
Cette espèce est endémique de Sainte-Lucie.

## Description
Anolis luciae a le dos grisâtre ou brun olive avec ou sans bandes transversales brunes peu marquées dans la partie arrière du corps et au niveau de la queue. Ses flancs et son ventre présente une tonalité plus bleuâtre. Sa tête est plus sombre. Son dos et ses flancs présentent également de petites vermiculations iridescentes claires. Les juvéniles présentent cinq bandes transversales sur le corps. Leur coloration est plus intense que les adultes. Les mâles mesurent jusqu'à 91 mm et les femelles jusqu'à 63 mm.

## Étymologie
Son nom d'espèce, luciae, lui a été donné en référence à sa localité type, l'île de Sainte-Lucie.

## Publication originale
- Garman, 1887 : On West Indian reptiles. Iguanidae. Bulletin of the Essex Institute, vol. 19, p. 25-50 (texte intégral).